# بخش مرکزی شهرستان هیرمند
بخش مرکزی، یکی از بخش‌های شهرستان هیرمند در استان سیستان و بلوچستان ایران است. مرکز این بخش، شهر دوست‌محمد است.

## تقسیمات کشوری
- بخش مرکزی شهرستان هیرمند
  - دهستان دوست‌محمد
  - دهستان جهان‌آباد
  - دهستان مارگان

شهر: دوست‌محمد

## جمعیت
بر پایه سرشماری عمومی نفوس و مسکن در سال ۱۳۹۵، جمعیت بخش مرکزی شهرستان هیرمند برابر با ۵۰٬۷۸۷ نفر بوده‌است.